# 1911–1912-es svájci labdarúgó-bajnokság (első osztály)
Az 1911–1912-es Swiss Serie A volt a 15. alkalommal megrendezett, legmagasabb szintű labdarúgó-bajnokság Svájcban.
A címvédő a Young Boys volt. A szezont az Aarau csapata nyerte, a bajnokság történetében először.

## Keleti csoport
| Hely. | Csapat               | M  | Gy | D | V  | G+ | G– | Gk  | P  | Továbbjutás vagy kiesés |
| ----- | -------------------- | -- | -- | - | -- | -- | -- | --- | -- | ----------------------- |
| 1.    | Aarau                | 14 | 10 | 2 | 2  | 41 | 18 | +23 | 22 | Továbbjutó              |
| 2.    | Brühl                | 14 | 10 | 2 | 2  | 56 | 28 | +28 | 22 |                         |
| 3.    | St. Gallen           | 14 | 8  | 3 | 3  | 38 | 18 | +20 | 19 |                         |
| 4.    | Zürich               | 14 | 9  | 0 | 5  | 39 | 29 | +10 | 18 |                         |
| 5.    | Young Fellows Zürich | 14 | 7  | 0 | 7  | 40 | 30 | +10 | 14 |                         |
| 6.    | Winterthur           | 14 | 5  | 1 | 8  | 32 | 28 | +4  | 11 |                         |
| 7.    | Baden                | 14 | 2  | 1 | 11 | 19 | 59 | −40 | 5  |                         |
| 8.    | Luzern               | 14 | 0  | 1 | 13 | 16 | 71 | −55 | 1  |                         |

## Központi csoport
| Hely. | Csapat                   | M  | Gy | D | V  | G+ | G– | Gk  | P  | Továbbjutás vagy kiesés |
| ----- | ------------------------ | -- | -- | - | -- | -- | -- | --- | -- | ----------------------- |
| 1.    | Etoile La Chaux-de-Fonds | 14 | 12 | 0 | 2  | 38 | 19 | +19 | 24 | Továbbjutó              |
| 2.    | Old Boys                 | 14 | 11 | 1 | 2  | 45 | 19 | +26 | 23 |                         |
| 3.    | La Chaux-de-Fonds        | 14 | 9  | 0 | 5  | 53 | 29 | +24 | 18 |                         |
| 4.    | Young Boys               | 14 | 6  | 0 | 8  | 31 | 25 | +6  | 12 |                         |
| 5.    | Basel                    | 14 | 5  | 2 | 7  | 30 | 34 | −4  | 12 |                         |
| 6.    | Nordstern Basel          | 14 | 4  | 2 | 8  | 21 | 36 | −15 | 10 |                         |
| 7.    | Bern                     | 14 | 4  | 2 | 8  | 21 | 38 | −17 | 10 |                         |
| 8.    | Biel                     | 14 | 1  | 1 | 12 | 19 | 58 | −39 | 3  |                         |

## Nyugati csoport
| Hely. | Csapat             | M  | Gy | D | V  | G+ | G– | Gk  | P  | Továbbjutás vagy kiesés |
| ----- | ------------------ | -- | -- | - | -- | -- | -- | --- | -- | ----------------------- |
| 1.    | Servette           | 12 | 10 | 2 | 0  | 49 | 11 | +38 | 22 | Továbbjutó              |
| 2.    | Cantonal Neuchâtel | 12 | 8  | 2 | 2  | 34 | 13 | +21 | 18 |                         |
| 3.    | Genf               | 12 | 6  | 3 | 3  | 25 | 18 | +7  | 15 |                         |
| 4.    | Lausanne Sports    | 12 | 5  | 2 | 5  | 23 | 18 | +5  | 12 |                         |
| 5.    | Montreux Narcisse  | 12 | 2  | 3 | 7  | 22 | 36 | −14 | 7  |                         |
| 6.    | Stella Fribourg    | 12 | 3  | 1 | 8  | 17 | 36 | −19 | 7  |                         |
| 7.    | Concordia Yverdon  | 12 | 1  | 1 | 10 | 15 | 53 | −38 | 3  |                         |

## Döntő
| Hely. | Csapat                   | M | Gy | D | V | G+ | G– | Gk | P | Továbbjutás vagy kiesés |
| ----- | ------------------------ | - | -- | - | - | -- | -- | -- | - | ----------------------- |
| 1.    | Aarau                    | 2 | 2  | 0 | 0 | 8  | 2  | +6 | 4 | Bajnok                  |
| 2.    | Etoile La Chaux-de-Fonds | 2 | 1  | 0 | 1 | 4  | 4  | 0  | 2 |                         |
| 3.    | Servette Genf            | 2 | 0  | 0 | 2 | 2  | 8  | −6 | 0 |                         |